# Le Pouvoir des innocents
Le Pouvoir des innocents est une série de bande dessinée française créée par le scénariste Luc Brunschwig et le dessinateur Laurent Hirn (qui colorie également les tomes 1, 2 et 5) et éditée en album par Delcourt de 1992 à 2002 dans la collection « Sang froid » . Claude Guth a réalisé les couleurs des tomes 3 et 4.

## Publication
1. Joshua, coll. Neopolis, 1992  (ISBN 2-906187-87-9)
2. Amy, 1994  (ISBN 2-84055-035-0)
3. Providence, 1996  (ISBN 2-84055-077-6)
4. Jessica, 1998  (ISBN 2-84055-183-7)
5. Sergent Logan, 2002[1]

- Intégrale, Delcourt, coll. Long Métrage, 2015  (ISBN 978-2-7560-7732-1)

## Suites
Deux suites ont été sorties simultanément : 

### Cycle II
- Car l´enfer est ici (cycle 2) dont l´histoire commence 6 mois après la fin du premier cycle (qui se déroulait en 1997) et se termine le 11 septembre 2001. Elle s´est terminée avec le tome 5. Elle est publiée par Futuropolis. Le scénario est de Luc Brunschwig, les dessins et couleurs de Laurent Hirn, Thomas Priou et David Nouhaud.

1. 508 Statues souriantes[2] (2011)  (ISBN 978-2-7548-0356-4)
2. 3 Témoignages[3] (2014)  (ISBN 978-2-7548-0771-5)
3. 4 Millions de voix[4] (2015)  (ISBN 978-2-7548-1101-9)
4. Deux visions pour un pays (2016)  (ISBN 978-2-7548-1209-2)
5. 11 septembre[5] (2018)  (ISBN 978-2-7548-1714-1)

### Cycle III
- Les enfants de Jessica (cycle 3) dont l´histoire commence en 2007, donc 10 ans après le premier cycle. Elle a été mise en suspens en attendant la fin du cycle 2. Elle est publiée par Futuropolis. Le scénario est de Luc Brunschwig, les dessins et couleurs de Laurent Hirn, David Nouhaud.

1. Le Discours[6] (2011)  (ISBN 978-2-7548-0353-3)
2. Jours de deuil[7] (2012)  (ISBN 978-2-7548-0690-9)
3. Sur la route, 2019  (ISBN 978-2-7548-0943-6)